# Шанявский, Альфонс Леонович

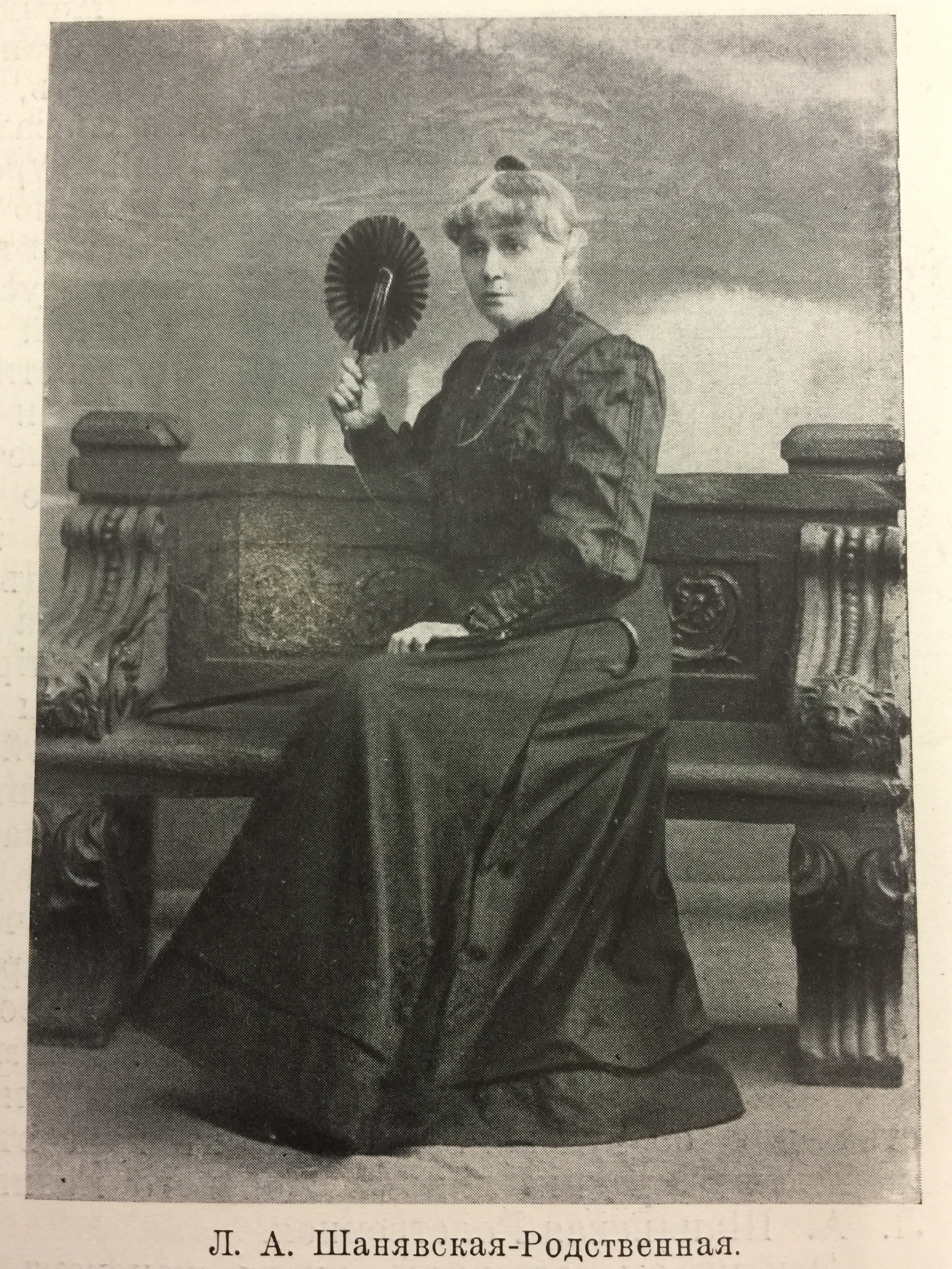

Альфонс Леонович Шанявский (9 (21) февраля 1837 — 7 (20) ноября 1905) — русский офицер польского происхождения, генерал-майор, золотопромышленник, меценат. На средства Шанявского и его жены, Лидии Алексеевны Родственной, основан Московский городской народный университет имени А. Л. Шанявского, действовавший в 1908—1920 годах.

## Биография

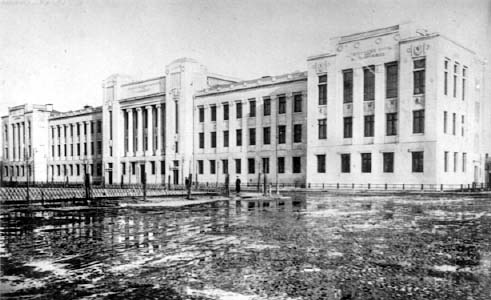
Московский Городской народный университет имени А. Л. Шанявского. Миусская площадь. Фото. Начало XX в.

Шляхетский род Шанявских происходит из местечка Шанявы, Седлецкой губернии Царства Польского.
Родился 9 февраля 1837 года в Царстве Польском в Седлецкой губернии, где находилось родовое имение Шанявских — Шанявы. Начальное образование получил в коллегии, устроенной одним из его предков, архиепископом Шанявским, для мальчиков из семейств, имеющих герб «Юноша-Шанявских». В возрасте 7 лет, согласно предписанию императора Николая I об изъятии по мальчику из каждой польской семьи для обучения в России, отправлен был в Тулу, где обучался в местном кадетском корпусе, а затем в кадетских корпусах Орла и Санкт-Петербурга. Тульский кадетский корпус был в высшей степени замечательным заведением, где к детям относились ласково, любили их и серьёзно занимались их образованием. Впоследствии Шанявский вспоминал добрым словом своё пребывание в Тульском корпусе, его директора и особенно учителя русского языка. «Там, — говаривал он, — меня с ранних лет научили любить многое русское»
Поступил на службу в лейб-гвардии Егерский полк, окончил Академию Генерального штаба, однако из-за обострения туберкулёза покинул столицу и примкнул к дальневосточной экспедиции Н. Н. Муравьёва-Амурского. В 1872 году женился на Лидии Алексеевне Родственной, дочери полковника, которая предположительно была на несколько лет моложе супруга (точных сведений о годе рождения нет, умерла в 1921 году).
После почти десяти лет службы в Сибири и на Дальнем Востоке вышел в отставку в генеральском звании в возрасте 38 лет (1875), однако вскоре, получив известие об открытии золотых месторождений на Амуре, вновь отправился на Дальний Восток, где провёл три года, организуя частные прииски. Вернулся в Россию богачом и поселился в Москве, будучи принят в 1882 в состав местного дворянства.
В 1894 году пожертвовал 120 000 рублей на обустройство Женского медицинского института — преемника разогнанных Женских врачебных курсов. Жертвовал на устройство гимназии в Благовещенске и других городах. «Главной его мечтой всегда было все свои средства оставить на такое высшее учреждение, где могли бы свободно, без требования аттестатов зрелости и пр. учиться и мужчины и женщины, и русские и нерусские, одним словом, все, кто учиться желает» (Л. А. Шанявская).
Перед самой своей смертью, в 1905 году, Шанявский профинансировал постройку Русско-Польской библиотеки в Москве и передал в управление Московской городской думе свои капиталы и собственный дом на Арбате с целью устройства народного университета, в который принимали всех желающих. Слушателями университета могли быть все желающие вне зависимости от пола, социального или материального положения, национальности и вероисповедания, политической благонадёжности, статуса предварительного образования и т. д. Для поступления студентам не требовалось предъявлять аттестата и каких-либо ещё документов, но по окончании обучения они не получали дипломов и не могли пользоваться правами студентов правительственных высших учебных заведений. Это было место для получения знания, причем студент сам решал, какие именно лекции он хотел бы прослушать.
В 1908 году в арбатском доме Шанявских (ул. Арбат, 4) подобный университет, наконец, был открыт благодаря энергии и упорству его жены Лидии Алексеевны Шанявской, лично участвовавшей в организации этого дела. Университет стал называться по имени своего создателя — Московский городской народный университет имени А.Л. Шанявского. В 1912 году университет Шанявского переехал на Миусскую площадь, где для него было построено специальное здание. Московский городской народный университет просуществовал чуть более десяти лет, но оставил глубокий след в развитии образования в России. В нём преподавали такие известные учёные, как А. А. Кизеветтер, А. А. Чаянов, М. М. Богословский, Ю. В. Готье и многие другие. В университете учились С. А. Есенин, Н. А. Клюев, С. А. Клычков, Л. С. Выготский, Н. К. Лебедев и другие.
После Октябрьской революции 1917 года всё имущество вдовы Шанявского было национализировано, как и сам университет. В 1920 году академическое отделение университета было ликвидировано, а научно-популяризаторское — объединёно с Коммунистическим университетом имени Я. М. Свердлова, который и занял здание на Миусской. Затем там располагался его преемник — Высшая партийная школа. В настоящее время его занимает Российский государственный гуманитарный университет. Здание частично утратило первоначальный декор.
Правление Московского городского народного университета имени А. Л. Шанявского обратилось 27 апреля 1920 года во Всероссийский Центральный Исполнительный Комитет Совета рабочих, крестьянских и красноармейских депутатов с просьбой о помощи вдове Альфонса Леоновича Шанявского — Лидии Алексеевне Шанявской. Прошение возымело действие: Л. А. Шанявской и её секретарше Э. Р. Лауперт выделили паёк, они переехали в Москву. Вскоре, в 1921 году, Лидия Алексеевна Шанявская умерла и была похоронена в общей с мужем могиле в Алексеевском монастыре. Кладбище, как и сам монастырь, впоследствии были уничтожены.